# Galathea guttata
Galathea guttata is een tienpotigensoort uit de familie van de Galatheidae. De wetenschappelijke naam van de soort is voor het eerst geldig gepubliceerd in 2004 door Osawa.